# Joseph von Keller
Pour les articles homonymes, voir Keller.
Joseph von Keller, né le 31 mars 1811 à Linz am Rhein et mort le 30 mai 1873 à Düsseldorf, est un graveur prussien de l'école de Düsseldorf.

## Biographie
Joseph von Keller est issu d'une vieille famille de Linz, son père est épicier, son grand-père conseiller municipal et magistrat. Il grandit dans le cercle de ses neuf frères et sœurs dans des conditions modestes. Son père souhaite lui donner une bonne éducation scolaire comme point de départ dans la vie professionnelle et l'inscrit donc au progymnase prussien (aujourd'hui Martinus-Gymnasium Linz).
Un ami d'affaires de son père, originaire de Bonn, découvre le talent du garçon et organise un apprentissage à l'imprimerie de cuivre de Bonn C. Schulgen-Bettendorff. C'est ainsi que Joseph von Keller apprend le métier d'imprimeur et de graveur sur cuivre dans les conditions alors difficiles d'un apprenti.
Joseph von Keller développe très tôt son intérêt pour le domaine artistique, et il comprend que l'apprentissage n'est qu'une formation de base dans le métier. Par conséquent, il refuse également l'offre de rester comme assistant dans la maison du maître après l'apprentissage, bien qu'il soit tombé amoureux de la fille du maître, Bertha Schulgen (1816-1900), qu'il épouse au début du mois de juillet 1841,.
Au début, Joseph von Keller vit difficilement avec des commandes mal payées et des portraits d'étudiants. Lorsqu'il grave sur cuivre la fresque de la salle de réunion de l'université de Bonn, Wilhelm von Schadow, directeur de l'académie des beaux-arts de Düsseldorf et fondateur de l'école de peinture de Düsseldorf, prend conscience de son existence. Dans son académie, qu'il rejoint en 1835, il perfectionne sa technique pendant dix ans, encouragé par le professeur et artiste Julius Hübner, dont il reçoit également des commandes et dont il reproduit les œuvres, entre autres. En 1838, Joseph von Keller étudie à Paris sous la direction de Desnoyers et de François Forster. De décembre 1841 au 27 juillet 1843, Joseph von Keller vit à Rome, où il participe à la vie des Romains allemands et, en 1842, au "Festival Cervaro" de la Société de Ponte-Molle.
Sur la suggestion de Joseph von Keller, les graveurs reçoivent leurs propres salles dans l'académie, et il crée ainsi la base de la future école de gravure de l'Académie de Düsseldorf, où il devient lui-même enseignant. En 1839, Joseph von Keller devient le successeur d'Ernst Carl Thelott pour la gravure sur cuivre.

## Distinction
- : chevalier de l'ordre de Léopold le 14 décembre 1860[6].